# Sara Bergen
Sara Bergen, née le 6 décembre 1988 à Vancouver, est une coureuse cycliste canadienne. Elle est notamment championne du Canada du critérium en 2018,.

## Palmarès

### Par année
- 2015
  - Critérium de la Sea Otter Classic
- 2016
  - 2e du Tour de Delta
- 2017
  - 3e étape de la Cascade Classic
  - 2e de la Tucson Bicycle Classic
  - 2e du Gastown Grand Prix
- 2018
  -  Championne du Canada du critérium
  - 2e étape de la Chico Stage Race
  - 2e étape de la Joe Martin Stage Race
  - 2e de la Joe Martin Stage Race
  - 2e du Gastown Grand Prix
  - 2e de la Redlands Bicycle Classic
  - 2e de la Chico Stage Race
  - 3e du Grand Prix cycliste de Gatineau
  - 3e du championnat du Canada sur route
- 2019
  - 3e de la Joe Martin Stage Race

### Classements mondiaux
| Année                                 | 2016 | 2017 | 2018 | 2019 |
| ------------------------------------- | ---- | ---- | ---- | ---- |
| Classement UCI                        | 120e | 145e | 105e | 181e |
| UCI World Tour                        | nc   | nc   | 135e | 226e |
|                                       |      |      |      |      |
| Légende : nc = non classéSource : UCI |      |      |      |      |